# Łączka (województwo śląskie)

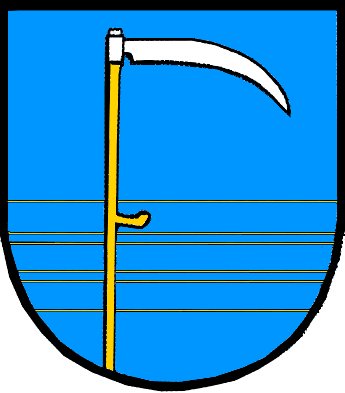
Nieoficjalny herb wsi Łączka

Łączka (cz. Loučka, niem. Landschka) – wieś sołecka w Polsce położona w województwie śląskim, w powiecie cieszyńskim, w gminie Dębowiec. Wieś leży w historycznych granicach regionu Śląska Cieszyńskiego. Powierzchnia sołectwa wynosi 192 ha, a liczba ludności 289, co daje gęstość zaludnienia równą 150,5 os./km².

## Historia
Miejscowość po raz pierwszy wzmiankowana w 1446 roku. Łączką mógł być też kawałek ziemi na Lochni nadany Ticzkowi von Logau dokumentem księcia Wacława I z dnia 12 marca 1434:

My Wacław, z łaski Bożej książę w Śląsku, pan na Cieszynie i Wielkiego Głogowa (...) postanowiliśmy prawem naszej książęcej szczodrobliwości rzeczonemu Ticzkowi von Logau, jego dziedzicom i prawnym spadkobiercom najłaskawiej dać i oddać we władanie mocą tego dokumentu nasze pole i miejsce, które się Lochni [Łączka?] nazywa oznaczone od trzech wielkich dębów do Kiesselaw mole (tamy w Kisielowie) i oba za wspólną wodę ta sama tak daleko jak jest oznaczone ze wszystkimi prawami (...) tak jak my i nasi przodkowie owe pole Locheny [Łączka?] zwane trzymali i posiadali.

Politycznie wieś znajdowała się wówczas w granicach Księstwa Cieszyńskiego, będącego lennem Królestwa Czech, a od 1526 roku w wyniku objęcia tronu czeskiego przez Habsburgów wraz z regionem aż do 1918 roku w monarchii Habsburgów (potocznie Austrii).
Według austriackiego spisu ludności z 1900 w 18 budynkach w Łączce na obszarze 193 hektarów mieszkało 141 osób, co dawało gęstość zaludnienia równą 73,1 os./km². z tego wszyscy byli polskojęzyczni, 73 (51,8%) było katolikami a 68 (48,2%) ewangelikami. Do 1910 roku liczba mieszkańców wzrosła do 143, z czego wszyscy byli polskojęzyczni, 80 (55,9%) było katolikami a 63 (44,1%) ewangelikami.
W latach 1975–1998 miejscowość położona była w województwie bielskim.

## Transport
Przez Łączkę przechodzi droga ekspresowa S52 na długości 2,24 km.

## Pomniki przyrody
Na terenie miejscowości znajdują się 3 dęby będące pomnikami przyrody.
| Obiekt                          | Wymiary                          | Szacunkowy wiek | Położenie   | Data ustanowienia pomnikiem |
| ------------------------------- | -------------------------------- | --------------- | ----------- | --------------------------- |
| Dąb szypułkowy (Quercus robur)  | obw.: 395 cm wys.: 20 m          | 300 lat         | obok potoku | 1963                        |
| Skupienie 2 dębów (Quercus sp.) | obw.: 370 i 410 cm wys.: 20-25 m | 250 lat         |             | 1963                        |